# Martínez el Facha
Martínez el Facha es una serie de historietas creada por Kim, que se publica desde 1977 en el semanario humorístico español El Jueves. Esta protagonizada por un círculo de amigos de derechas que intentan emprender alguna acción o proyecto que casi siempre sale mal.
Dejó de publicarse en abril de 2015. Sin embargo, Maite Quílez, directora de la revista, manifestó en su momento que esporádicamente seguirían apareciendo algunas historietas:
No obstante, aclara que tratarán de paliar los ataques de nostalgia con alguna incursión esporádica de Martínez en la revista: «Intentaremos que no muera del todo. Muchas generaciones de lectores lo tienen como referencia y nosotros le tenemos mucho cariñito».
Tras alguna breve aparición, que pareció confirmar las palabras de Quílez, volvió a publicarse desde el verano de 2017, por ejemplo, en los números 2.105 (27 de septiembre al 3 de octubre de 2017) y 2.106 (del 4 al 10 de octubre de 2017). Y desde entonces continúa apareciendo en cada número, sin solución de continuidad.

## Descripción
Se trata de una historieta en blanco y negro, y a dos páginas.
Sus personajes principales son dos: 
- Florentino Martínez, un empresario jubilado que cree de verdad en los valores franquistas y que, por lo tanto, no se adapta a la nueva situación política en que vive.
- El Sr. Morales, un «facha» de conveniencia, cuyos únicos valores son aquellos que le reportan mayor beneficio.

Hay también una importante galería de personajes secundarios, que han ido desarrollándose en los más de 30 años de existencia de la serie, destacando así la señora de Martínez, que lleva los pantalones de la casa; Adolfito (cuyo aspecto hace referencia al dictador Adolf Hitler), el amigo de Martínez que le acompaña en todas sus correrías; Francisquito, el nieto de Martínez; el padre Bocquerini, un sacerdote comilón argentino de ultraderecha exiliado en España desde la llegada de la democracia a Argentina; Martín, el yerno golfo de Martínez, que no es facha, pero finge serlo para conquistar a las chicas más guapas; el banquero don Florián; la condesa; y el cardenal.

## Trayectoria editorial
La serie ha sido recopilada en varios tomos por Ediciones El Jueves:
1. Martínez el facha. El Jueves Suplemento mensual. Depósito legal B 13.377-1979.
2. Martínez el facha. El Jueves Suplemento mensual. Depósito legal B 22.561-1979.
3. Martínez el facha. Colección Pendones del Humor n.º 1. 1983.
4. Martínez el facha y familia. Colección Pendones del Humor n.º  8. 1984.
5. ¡La patria te necesita! Colección Pendones del Humor n.º 18. 1986.
6. Volverán banderas victoriosas. Colección Pendones del Humor n.º 25.1987.
7. Impasible el ademán. Colección Pendones del Humor n.º 36. 1988.
8. Salvemos a España. Colección Pendones del Humor n.º 48. 1989.
9. Limpia-España. Colección Pendones del Humor n.º 60. 1990.
10. War in the gulf. Colección Pendones del Humor n.º 72. 1991.
11. La caída del imperio bolchevique. Colección Pendones del Humor n.º 84. 1992.
12. El año de las luses. Colección Pendones del Humor n.º 96. 1993.
13. Ritos y tradiciones. Colección Pendones del Humor n.º 105. 1994.
14. Alcala Meco Vips country club. Colección Pendones del Humor n.º 119. 1995.
15. Ardor guerrero. Colección Pendones del Humor n.º 130. 1996.
16. ¡España va bien! Colección Pendones del Humor n.º 137. 1997.
17. España para los españoles. Colección Nuevos Pendones del Humor n.º 12. 2001.
18. ¡Arrasando! Colección Nuevos Pendones del Humor n.º 24. 2002.
19. Vacaciones en el pueblo y otras historias. Colección Nuevos Pendones del Humor n.º 58. 2006.
20. Tiempos Modernos. Luxury Gold Collection. 2008.
21. Las nuevas Cruzadas. Colección El Jueves. Abril de 2009.
22. Gastaos toda la pasta. RBA bolsillo y Ediciones El Jueves. Septiembre de 2009.
23. ¡¡Esto se hunde!!. Ediciones de Ponent. 2013.

Existe también un tomo antológico que recopila los mejores momentos de la serie: Lo más mejor de Martínez el facha, publicado en 2004.

## Premios
- Premio al mejor dibujo de historieta de humor del Diario de Avisos en dos ocasiones, la segunda en 2009.[3]

## En otros medios
En 2011, el canal de YouTube de El Jueves, estrenó una miniserie de episodios cortos en los que Martínez el Facha, interpretado por el actor gallego Manuel Manquiña, analizaba la situación política y social española de los últimos momentos del gobierno de José Luis Rodríguez Zapatero.